# Portland Reign
I Portland Reign furono una franchigia di pallacanestro della ABA 2000, con sede a Portland.
Creati nell'autunno del 2004 disputarono poche partite della stagione 2004-05 prima di dichiarare bancarotta nel febbraio del 2005.

## Stagioni
| Stagione | Lega     | Denominazione  | V | P | %    | Piazzamento | Play-off |
| -------- | -------- | -------------- | - | - | ---- | ----------- | -------- |
| 2004-05  | ABA 2000 | Portland Reign | 4 | 8 | 33,3 | 10º         | -        |